# A285 road
Die A285 ist eine Class-I-Straße in England, die 1923 zwischen der A27 in Westhampnett (östlich von Chichester) und Petworth festgelegt wurde. Dort verläuft sie zunächst auf der Stane Street, einer alten Römerstraße, die nach London führte. Mit der Inbetriebnahme der Umgehung von Westhampnett (A27) wurde die A285 an diese angeschlossen. Außerdem wurde die Anbindung des Stadtringes von Chichester zu der Umgehungsstraße mit A285 genummert.